# Areia movediça
Areia movediça é um fenômeno natural no qual a areia, por estar embebida em água, não oferece resistência a animais, pessoas ou objetos, tragando-os.Em alguns lugares à beira-mar ou em estuários há a possibilidade de a vítima se afogar em água se ainda estiver presa na areia movediça quando da subida da maré, ou mesmo padecer de hipotermia. No Brasil, tais lugares são também genericamente denominados atoleiros.

## Razão para o fenômeno

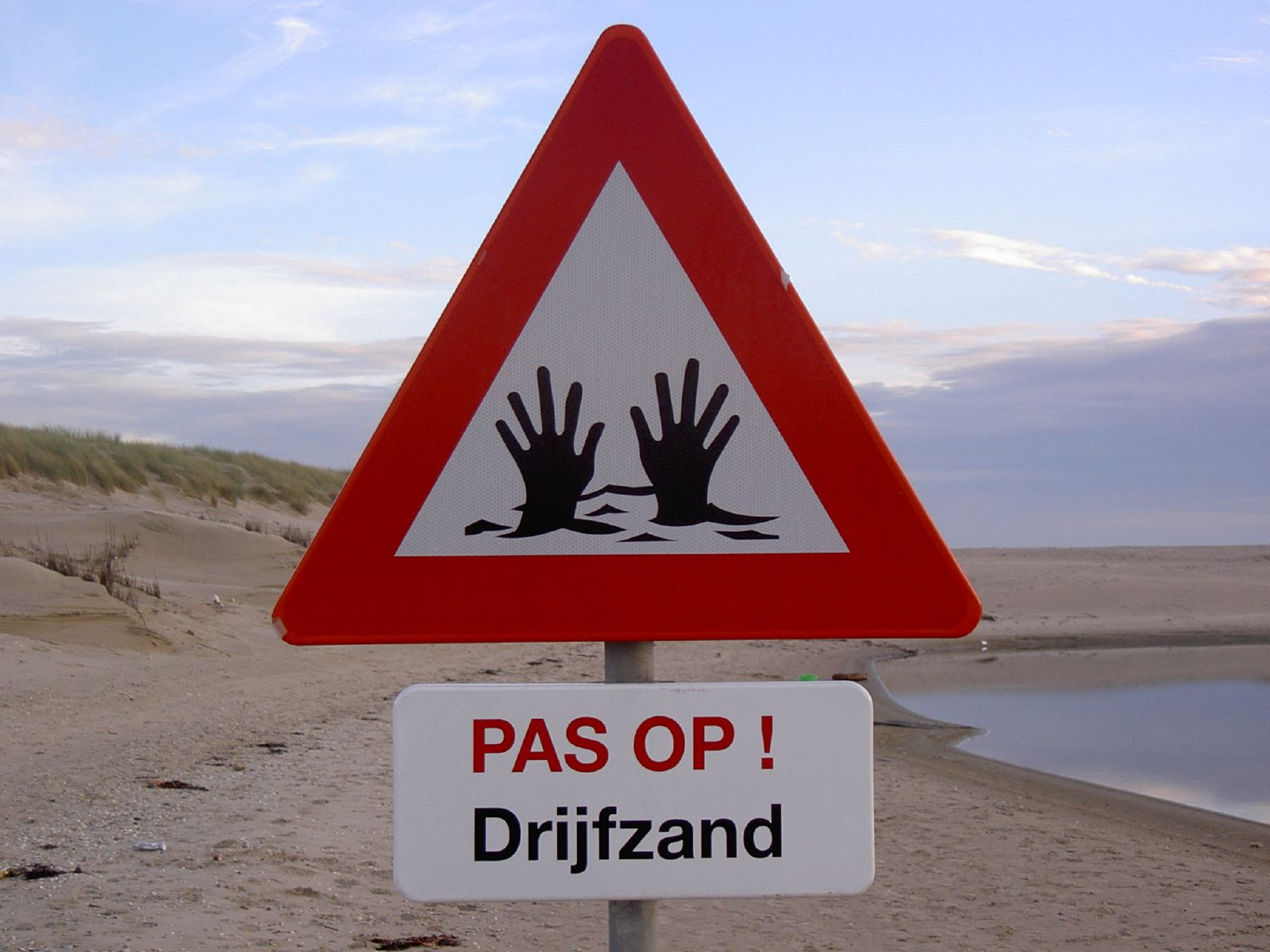
Aviso de areia movediça num estuário dos Países Baixos

As tensões efetivas são os fenômenos que de fato controlam todas as características de deformação e resistência dos solos. No caso dos solos arenosos, é a tensão efetiva — atuando em determinado plano — que determina a resistência ao cisalhamento desses solos.
Tal tensão efetiva (δ') multiplicada pelo correspondente coeficiente de atrito (Tg θ') fornece a resistência do cisalhamento do solo(s), como demonstrado no seguinte cálculo: s = δ'  Tg θ' = (δ - u )Tgθ[carece de fontes?]

## Tipos
A ocorrência da areia movediça dá-se quando finas e soltas partículas de areia são submetidas a um fluxo ascendente de água de lencois freáticos, o qual se contrapõe a ação do peso dos grãos, anulando a tensão efetiva e, consequentemente, perdendo a resistência da areia totalmente. Assim, esta fica no estado de areia movediça. É importante salientar que não tem como uma pessoa ser sugada pela areia quando se encontra neste estado, pois o força de percolação atua no corpo da mesma forma que nos grãos da areia: de forma ascendente. 
Existe ainda a areia movediça seca, por muito tempo considerada uma lenda dos desertos, mas recentemente reproduzida em laboratório por cientistas holandeses. Os pesquisadores injetaram ar comprimido pelo fundo de uma caixa contendo areia com grãos de 0,04 mm de diâmetro e a deixaram assentar; o resultado foi uma areia movediça onde bolas de pingue-pongue afundaram rapidamente a uma profundidade de até seis vezes o seu diâmetro e, um décimo de segundo depois, um esguicho de areia se eleva até cinco vezes o tamanho do objeto que afundou.
Acredita-se que a areia movediça dos desertos se forme pela ação das tempestades de areia.